# Kazimierz Wierzyński
Kazimierz Wierzyński (27. srpna 1894 Drohobyč, Haličsko-vladiměřské království – 13. února 1969 Velký Londýn) byl polský poeta, jeden z pěti členů básnického uskupení Skamander.

## Život a dílo
Po ukončení studia na gymnáziu v roce 1912, studoval jeden rok filologii na Jagellonské univerzitě v Krakově a posléze slavistiku, germanistiku a filozofii na univerzitě ve Vídni. Po vypuknutí první světové války vstoupil do legie generála Józefa Hallera de Hallenburga (Legion Wschodni). Po jejím rozpuštěním však upadl do ruského válečného zajetí.
Po válce odešel do Varšavy, kde se začal věnovat psaní. Společně s literáty, kterými byli Antoni Słonimski, Julian Tuwim, Jan Lechoń a Jarosław Iwaszkiewicz, stál v roce 1919 u zrodu básnického uskupení Skamander.
Byl vydavatelem časopisů Kultura (1931–1932) a Przegląd Sportowy (1926–1931), pracoval také jako literární a divadelní kritik pro Gazetu Polskou. V roce 1928 se účastnil také letních olympijských her v Amsterdamu, kde získal zlatou medaili v kategorii Poezie.
Zemřel v emigraci roku 1969, jeho popel byl převezen do rodného Polska roku 1978.